# Holding Absence
Holding Absence es una banda galesa de post-hardcore, formado en 2015. El grupo está formado por el vocalista principal Lucas Woodland, el guitarrista Scott Carey, y el bajista Benjamin Elliott.
La banda lanzó una colección inicial de sencillos en 2017, así como un EP dividido con Loathe en 2018, antes de lanzar finalmente su disco debut Holding Absence, en 2019. Están firmados con SharpTone Records.
La banda tomó su nombre del título de la canción "Holding Your Absence" de Hammock.

## Historia

### Formación y sus primeros lanzamientos (2015–2018)
La banda se formó inicialmente en 2015, liderada por el vocalista Zac Vernon, quien aparece en sus primeras canciones grabadas y lanzadas, incluidas "Immerse" y "Luna". Sin embargo, pronto se separó de la banda y formó Parting Gift, dejando la puerta abierta a Lucas Woodland del desaparecido grupo Falling With Style. Cuando Lucas se unió a la banda en 2016, Holding Absence lanzó "Permanent", su sencillo debut en esta versión. La banda pronto seguiría el lanzamiento de "Permanent" con su sencillo contrastante "Dream of Me", llamando la atención del sello discográfico estadounidense "SharpTone Records".
En 2017, la banda firmó con SharpTone Records, con un lanzamiento físico del sencillo de doble cara A Permanent/Dream of Me. Los siguientes meses los pasó de gira por el Reino Unido junto a varias bandas, incluidas Blood Youth y We Are The Ocean, antes de actuar en el prestigioso Download Festival en Donington.
Poco después de Download, la banda lanzó su tercer sencillo "Penance", una pista de seis minutos sobre "el viaje hacia la felicidad". Antes de que terminara el año, la banda volvió a realizar una gira por el Reino Unido apoyando a Young Guns y poco después lanzó su cuarto sencillo "Heaven Knows".
Antes de fin de año, Holding Absence anunció un EP dividido sorpresa con sus compañeros de sello Loathe, además de lanzar su quinto sencillo "Saint Cecilia". This Is as One se lanzó en marzo de 2018, acompañado de una gira conjunta única con las dos bandas. Según Woodland, "la separación se produjo en una etapa de nuestras carreras en la que podríamos habernos beneficiado lanzando música, pero también queríamos hacer algo un poco diferente". Esta gira fue la primera incursión de Holding Absence en territorio europeo y en el tramo del Reino Unido las bandas optaron por seleccionar cuidadosamente a los actos de apoyo para cada fecha, incluidos artistas como Sleep Token, Modern Error y Parting Gift.
Poco después de regresar de la gira This Is as One, el miembro fundador y guitarrista Feisal El-Khazragi dejó la banda; más tarde se anunció que se había unido a Loathe como bajista.

### Holding Absence(2019–2020)
Más adelante en el año, Holding Absence anunció que su disco debut homónimo se lanzaría el 8 de marzo de 2019. Lanzaron 3 sencillos más antes del lanzamiento del álbum, "Perish", "You Are Everything" y "Monochrome".
Woodland menciona en varias entrevistas lo difícil que fue el proceso de composición. Con respecto a la salida de El-Khazragi de la banda, dijo que "el cambio de formación ocurrió no sólo a mitad del álbum, sino a mitad de la grabación" y cómo la banda "tuvo que escribir y grabar otra mitad del álbum" sin él. El disco también se grabó en dos partes, lo que causó más complicaciones a la banda al intentar terminarlo. Woodland cree que los cambios beneficiaron al disco al final, ya que temas como "Wilt", "Monochrome" y "Like A Shadow" no habrían existido si la banda hubiera permanecido en su forma original.
Para ayudar al lanzamiento del disco, Holding Absence comenzó a realizar giras, presentando algunos de sus shows más importantes en el Reino Unido hasta la fecha, junto con Luke Rainsford y The Nightmares. Holding Absence pasó el resto del año de gira por Europa con Being As an Ocean y Counterparts en el verano, antes de regresar nuevamente junto a Sleeping with Sirens en el invierno.

### The Greatest Mistake of My Life(2020–2022)
El 27 de marzo de 2020, la banda lanzó un nuevo sencillo titulado "Gravity". El 17 de abril de 2020, la banda siguió con el lanzamiento de otro nuevo sencillo, "Birdcage", junto con el lanzamiento de un disco de imágenes de 7" que incluye "Gravity" y "Birdcage".
El 21 de octubre de 2020, la banda anunció su segundo álbum de larga duración, The Greatest Mistake of My Life, y lanzó su primer sencillo "Beyond Belief". Con el lanzamiento del segundo sencillo "Afterlife" el 15 de enero de 2021, Holding Absence anunció la salida del bajista James Joseph en términos amistosos. El 19 de marzo de 2021 se lanzó el tercer y último sencillo del álbum, "In Circles". The Greatest Mistake of My Life se lanzó el 16 de abril de 2021. Loudwire lo eligió como el séptimo mejor álbum de rock/metal de 2021 y el quinto mejor álbum de rock/metal de 2021 por Kerrang!.
El 8 de junio de 2022, la banda lanzó un nuevo sencillo "Aching Longing" y anunció un EP dividido con Alpha Wolf titulado The Lost & the Longing, que se lanzará el 15 de agosto de 2022 a través de SharpTone y Greyscale Records. El 3 de agosto de 2022, la banda lanzó su segundo sencillo "Coffin" del EP.

### The Noble Art of Self Destruction(2023–presente)
El 1 de abril de 2023, en Leipzig, Alemania, de gira con Electric Callboy, la banda estrenó el primer sencillo "A Crooked Melody" en vivo de su nuevo álbum no anunciado en ese momento, y el sencillo se lanzó poco después, el 6 de abril. El 17 de mayo, la banda publicó un adelanto en las redes sociales que consistía en que la carátula de los álbumes anteriores se arrancaba lentamente para revelar la esquina de la portada del nuevo álbum. El 19 de mayo, se lanzó el segundo sencillo "False Dawn", junto con la banda anunciando su tercer álbum The Noble Art of Self Destruction, que se lanzará el 25 de agosto de 2023 a través de SharpTone Records. El 23 de junio se lanzó el tercer sencillo, "Honey Moon". El 21 de julio se lanzó un cuarto sencillo, "Scissors".
El vocalista y letrista Lucas Woodland explicó el significado detrás de la portada del álbum en las redes sociales y mencionó que es la finalización de una trilogía, que se abraza a uno mismo y que es como un proyecto de arte. En una entrevista con Rock Sound, profundizó más detrás del título del álbum y la obra de arte, mencionando cómo se inspiró en el estilo artístico japonés de kintsugi de infundir pegamento con oro y cómo las dificultades en la vida pueden hacerte aprender y crecer como persona. y cómo puedes aprender de la autodestrucción, por difícil que sea, y encontrar algo hermoso en ella.
El 28 de octubre de 2024, se anunció que el baterista de toda la vida Ashley Green se había separado de la banda "por el futuro previsible", y que el motivo aparentemente estaba relacionado con la gira.

## Miembros
| Miembros actuales - Lucas Woodland – Voz principal, teclados, piano (2016–presente) - Scott Carey – Guitarra eléctrica (2018–presente) - Benjamin Elliott – Bajo (2021–presente) | Miembros anteriores - Zac Vernon – Voz principal (2015–2016) - Giorgio Cantarutti – Guitarra eléctrica (2015–2017) - Feisal El-Khazragi – Guitarra eléctrica (2015–2018) - Chris Smitheram – Guitarra eléctrica (2018–2019) - James Joseph – Bajo (2015–2021) - Ashley Green – Batería (2015–2024) |

Línea del tiempo

## Discografía

### Álbumes de estudio
| Título                            | Detalles del álbum                                                                            | Posiciones |
| Título                            | Detalles del álbum                                                                            | UK         |
| --------------------------------- | --------------------------------------------------------------------------------------------- | ---------- |
| Holding Absence                   | - Lanzamiento: 8 de marzo de 2019 - Sello: SharpTone - Formato: Descarga digital, CD, Vinyl   | —          |
| The Greatest Mistake of My Life   | - Lanzamiento: 16 de abril de 2021 - Sello: SharpTone - Formato: Descarga digital, CD, Vinyl  | 90         |
| The Noble Art of Self Destruction | - Lanzamiento: 25 de agosto de 2023 - Sello: SharpTone - Formato: Descarga digital, CD, Vinyl | 67         |

### EPs
| Título                 | Detalles del EP                                                                                                   |
| ---------------------- | --- |
| This Is as One         | - Lanzamiento: 16 de febrero de 2018 - Sello: SharpTone - Formato: Descarga digital, Vinyl - Notas: EP con Loathe |
| The Lost & the Longing | - Lanzamiento: 15 de agosto de 2022 - Sello: SharpTone - Formato: Descarga digital - Notas: EP con Alpha Wolf     |

### Sencillos
| Título                            | Año  | Álbum                             |
| --------------------------------- | ---- | --------------------------------- |
| "Immerse"                         | 2015 |                                   |
| "Luna"                            | 2015 |                                   |
| "Permanent/Dream of Me"           | 2017 |                                   |
| "Penance"                         | 2017 |                                   |
| "Heaven Knows"                    | 2017 |                                   |
| "Saint Cecilia"                   | 2017 | This Is as One                    |
| "Like a Shadow"                   | 2018 | Holding Absence                   |
| "Perish"                          | 2019 | Holding Absence                   |
| "You Are Everything"              | 2019 | Holding Absence                   |
| "Monochrome"                      | 2019 | Holding Absence                   |
| "Gravity"                         | 2020 |                                   |
| "Birdcage"                        | 2020 |                                   |
| "Beyond Belief"                   | 2020 | The Greatest Mistake of My Life   |
| "Afterlife"                       | 2021 | The Greatest Mistake of My Life   |
| "In Circles"                      | 2021 | The Greatest Mistake of My Life   |
| "Aching Longing" (con Alpha Wolf) | 2022 | The Lost & The Longing            |
| "Coffin"                          | 2022 | The Lost & The Longing            |
| "A Crooked Melody"                | 2023 | The Noble Art of Self Destruction |
| "False Dawn"                      | 2023 | The Noble Art of Self Destruction |
| "Honey Moon"                      | 2023 | The Noble Art of Self Destruction |
| "Scissors"                        | 2023 | The Noble Art of Self Destruction |

### Videos musicales
| Título               | Año  | Director                                | Ref.   |
| -------------------- | ---- | --------------------------------------- | ------ |
| "Immerse"            | 2015 |                                         | [ 49 ] |
| "Permanent"          | 2017 | [ 50 ]                                  |        |
| "Dream of Me"        | 2017 | [ 51 ]                                  |        |
| "Penance"            | 2017 | Life Is Art Visuals and Holding Absence | [ 52 ] |
| "Heaven Knows"       | 2017 | Ashlea Bea and Holding Absence          | [ 53 ] |
| "Saint Cecilia"      | 2017 | Zak Pinchin                             | [ 54 ] |
| "Everything"         | 2018 |                                         | [ 55 ] |
| "Like a Shadow"      | 2018 | Zak Pinchin                             | [ 56 ] |
| "Perish"             | 2019 | Zak Pinchin                             | [ 57 ] |
| "You Are Everything" | 2019 | Bethan Miller                           | [ 58 ] |
| "Monochrome"         | 2019 | Life Is Art Visuals                     | [ 59 ] |
| "Gravity"            | 2020 | Zak Pinchin                             | [ 60 ] |
| "Beyond Belief"      | 2020 | Lewis Cater                             | [ 61 ] |
| "Afterlife"          | 2021 | Lewis Cater                             | [ 62 ] |
| "In Circles"         | 2021 | Zak Pinchin                             | [ 63 ] |
| "Nomoreroses"        | 2021 | Zak Pinchin and Bethan Miller           | [ 64 ] |
| "Coffin"             | 2022 | Zak Pinchin                             | [ 65 ] |
| "A Crooked Melody"   | 2023 | Lewis Cater                             | [ 66 ] |
| "False Dawn"         | 2023 | Third Eye Visuals                       | [ 67 ] |
| "Her Wings"          | 2023 | Lewis Cater                             | [ 68 ] |